# Jack Richardson (Schriftsteller)
Jack Carter Richardson (geboren 18. Februar 1934 in New York City; gestorben 1. Juli 2012 ebenda) war ein US-amerikanischer Dramatiker.

## Leben
Jack Richardson war ein Sohn des Klavierspielers Arthur Richardson; er wuchs in Queens auf. Seine Mutter starb früh, und er wuchs bei deren Mutter auf. Richardson besuchte die Collegiate High School in Manhattan. Während des Korea-Kriegs war Richardson beim Counter Intelligence Corps (CIC) der United States Army eingesetzt.
Er studierte Philosophie an der Columbia University (B.A.) und an der Universität München.
Richardson schrieb fünf Theaterstücke. Sein erstes Drama The Prodigal, in Anlehnung an den Plot der Orestie, wurde 1960 in einem Off-Broadway-Theater aufgeführt und erhielt einen Obie Award und einen Drama Desk Award. Zwei inhaltlich verbundene kurze Stücke wurden 1961 in einer Aufführung unter dem Titel Gallows Humor inszeniert, was gut aufgenommen wurde; die nächsten zwei Stücke, die am Broadway selbst produziert wurden, fielen hingegen bei der Theaterkritik durch. Richardson schrieb in der Folgezeit Theaterkritiken, Buchbesprechungen und Essays in The New York Times, New York Review of Books, Esquire und Commentary. Er veröffentlichte noch zwei Romane.
Richardson war in erster Ehe verheiratet mit der Schriftstellerin Anne Roth; sie hatten die Tochter Emily Carter. Nach seiner zweiten Ehe mit Judith Heidler war Richardson in dritter Ehe verheiratet mit der Filmemacherin Susan E. Morse; sie hatten einen Sohn.

## Werke (Auswahl)
- The Prodigal. Drama. New York: E. P. Dutton, 1960
- Gallows Humor. Drama. New York: E. P. Dutton, 1961
- Lorenzo. Drama. (1963)
- Xmas in Las Vegas. Drama. (1965)
- The Prison Life of Harris Filmore. Roman. Greenwich: New York Graphic Society, 1961
  - Die schönen Gefängnisjahre des Harris Filmore. Übersetzung Irene Danehl, Günther Danehl. Frankfurt am Main: S. Fischer, 1964
- Memoir of a Gambler. Roman. (1980)